# FC Zestafoni
FC Zestafoni of FK Zestaponi (Georgisch: საფეხბურთო კლუბი ”ზესტაფონი”; Sapechboerto Kloebi Zestaponi) is een Georgische voetbalclub uit de stad Zestafoni. FC Zestafoni is de internationale naam van de club.
De club werd in 2004 opgericht als opvolger van het failliete Metaloergi Zestafoni en startte meteen in de hoogste klasse waar de 5de plaats behaald werd. Het volgende seizoen werd de club zelfs 4de.
In 2011 werd Zestafoni voor de eerste keer in de historie landskampioen. Op 20 april 2015 werd het team uit de competitie genomen nadat een speler in opspraak gekomen was vanwege matchfixing. Hierna speelde de club enkel nog met jeugdteams.
In 2018 herbegon de club met een eerste elftal op het vijfde en laagste niveau in Georgië.

## Erelijst
- Erovnuli Liga

Landskampioen in 2011, 2012
- Georgische voetbalbeker

Winnaar in 2008
Finalist in 2005, 2006, 2007, 2012
- Georgische supercup

Winnaar in 2011, 2012
Finalist in 2008

## Eindklasseringen (grafiek) vanaf 2005
| 5 |

| 4 |

| 3 |

| 3 |

| 4 |

| 3 |

| 1 |

| 1 |

| 5 |

| 2 |

| 16 |

| - |

| - |

| 4 |

| 2 |

| 6 |

| 2 |

| 15 |

| 13 |

| 14 |

| Erovnuli Liga | Erovnuli Liga 2 | Liga 3 (Georgië) | Liga 4 | Regionalliga |

## In Europa
#Q = #kwalificatieronde, #R = #ronde, T/U = Thuis/Uit, W = Wedstrijd, PUC = punten UEFA-coëfficiënten .
Uitslagen vanuit gezichtspunt FC Zestafoni
| Seizoen                                                    | Competitie       | Ronde | Land                   | Club                  | Totaalscore | 1e W    | 2e W       | PUC |
| ---------------------------------------------------------- | ---------------- | ----- | ---------------------- | --------------------- | ----------- | ------- | ---------- | --- |
| 2007                                                       | Intertoto Cup    | 1R    | Vlag van Kazachstan    | Tobyl Qostanay        | 2-3         | 0-3 (U) | 2-0 (T)    | 0.0 |
| 2008/09                                                    | UEFA Cup         | 1Q    | Vlag van Hongarije     | Győri ETO FC          | 2-3         | 1-1 (U) | 1-2 (T)    | 0.5 |
| 2009/10                                                    | Europa League    | 1Q    | Vlag van Noord-Ierland | Lisburn Distillery FC | 11-1        | 5-1 (U) | 6-0 (T)    | 2.5 |
|                                                            |                  | 2Q    | Vlag van Zweden        | Helsingborgs IF       | 3-4         | 1-2 (T) | 2-2 nv (U) | 2.5 |
| 2010/11                                                    | Europa League    | 1Q    | Vlag van San Marino    | SC Faetano            | 5-0         | 5-0 (T) | 0-0 (U)    | 2.5 |
|                                                            |                  | 2Q    | Vlag van Slowakije     | Dukla Banská Bystrica | 3-1         | 3-0 (T) | 0-1 (U)    | 2.5 |
|                                                            |                  | 3Q    | Vlag van Oekraïne      | Karpaty Lviv          | 0-2         | 0-1 (U) | 0-1 (T)    | 2.5 |
| 2011/12                                                    | Champions League | 2Q    | Vlag van Moldavië      | Dacia Chisinau        | 3-2         | 3-0 (T) | 0-2 (U)    | 2.0 |
|                                                            |                  | 3Q    | Vlag van Oostenrijk    | SK Sturm Graz         | 1-2         | 1-1 (T) | 0-1 (U)    | 2.0 |
| 2011/12                                                    | Europa League    | PO    | Vlag van België        | Club Brugge           | 3-5         | 3-3 (T) | 0-2 (U)    | 2.0 |
| 2012/13                                                    | Champions League | 2Q    | Vlag van Azerbeidzjan  | Neftçi Bakoe          | 2-5         | 0-3 (U) | 2-2 (T)    | 0.5 |
| 2014/15                                                    | Europa League    | 2Q    | Vlag van Slowakije     | FC Spartak Trnava     | 0-3         | 0-0 (T) | 0-3 (U)    | 0.5 |
| Totaal aantal behaalde punten voor UEFA-coëfficiënten: 8.5 |                  |       |                        |                       |             |         |            |     |

Zie ook
- Deelnemers UEFA-toernooien Georgië
- Eeuwige ranglijst van deelnemers UEFA-clubcompetities

## Bekende (oud-)spelers
- Zoerab Ionanidze

FC Bachmaro ·
FC Betlemi Keda ·
FK Bordzjomi ·
FC Gardabani ·
Gori · 
Goeria Lantsjchoeti · 
FC Gonio ·
Iberia 1999 2 · 
Lokomotivi Tbilisi-2 ·
FC Matsjachela Chelvatsjaoeri ·
Merani Martvili ·
Merani Tbilisi ·
FK Mesjachte Tkiboeli ·
FC Orbi Tbilisi ·
FC Varketili ·
FC Zestafoni